# Wow (агентство)
Wow — российское креативное агентство. Один из лидеров рекламного рынка Сибирского федерального округа. Победитель ключевых российских рекламных фестивалей и конкурсов (Silver Mercury, Fakestival и т. п.).

## История
Компания основа в 2004 году предпринимателями Николаем Глухих, Алексеем Зубань и Ренатом Идрисовым на основе группы фрилансеров, создававшей веб-сайты на субподряде у федеральных агентств и веб-студий. С 2007 года стала активно заниматься трейд-маркетинговых промо-акциями для транснациональных компаний, работавших в России. Этому также способствовало сотрудничество с крупными агентствами Magic Box и «Восход». К 2011 году компания вышла в лидеры регионального рынка (в рейтинге «Тэглайн» Wow заняла первое место среди веб‑разработчиков Сибири).
В 2010-2014 годах компания выступала соучредителем московского агентства Helicopter. По 2015 год агентство Wow входило в uруппу rомпаний Red Keds, фокусируясь на SMM и промо-проектах.
В 2013 году Wow вступило в Ассоциацию интерактивных агентств (АИА). Согласно рейтингу Tagline за 2014 год, занимало 33 место среди digital-агентств России и являясь одним из крупнейших веб-разработчиков Сибири по показателю оборота от оказания данного вида услуг.
В 2017 году был открыт офис в Пекине. К 2019 году по оценкам экспертов компания вошла в число 30 лучших digital-агентств и 30 лучших дизайн-студий России.
С 2018 по 2022 год Wow было частью рекламной группы Deltaplan, отвечая за цифровой креатив и контент-маркетинг в социальных медиа.
В 2024 году агентство Wow вошло в синдикат Conspiracy.Works вместе с «Два слова», «Мелехов и Филюрин» и Idea Nova.

## Проекты
Агентство занималось цифровыми проектами для компаний «Обувь России», Chery, The Coca-Cola Company, Альфа-Банк, Unilever, УБРиР, S7, Победа, Россети, Heineken, 2GIS, AkzoNobel, Пять озёр, «Макфа», Discovery Channel, Роснефть и т. д.
Например для китайского автоконцерна Chery Automobile агентство обеспечивало разработку и поддержку сайта для рынка СНГ, а также создание рекламных креативов; для авиакомпании «Победа» — сайт для продажи авиабилетов и дополнительных услуг лоукостера; для дочернего общества НК «Роснефть» — проводило HR-кампанию по привлечению более 11000 специалистов для работы вахтовым методом на проекте «Восток Ойл» и т. д.

## Награды
- 2022 — Гран-При за Лучшее Использование инструмента — Интернет реклама (в рамках Deltaplan Group). Кейс «Алабуга Политех — Как превратить ПТУ в Елабуге в мечту российских школьников».[14]
- 2021 — Золото Silver Mercury в номинации ЛУЧШАЯ DIGITAL-КАМПАНИЯ ДЛЯ НЕКОММЕРЧЕСКОЙ ОРГАНИЗАЦИИ ИЛИ ГОСУДАРСТВЕННОГО УЧРЕЖДЕНИЯ за кампанию «Позитивный проводник» для НРОО «Гуманитарный проект», БО «Источник Надежды», БФ «Гуманитарное действие», РОФ «Новая Жизнь», ICF «Alliance for Public Health»[15].
- 2020 — Бронза Silver Mercury[16] в номинации СОЦИАЛЬНАЯ РЕКЛАМА И БЛАГОТВОРИТЕЛЬНОСТЬ за кампанию “#СдайСвойСтрах” для НРОО «Гуманитарный проект»
- 2014 — Гран-при Fakestival[17] — концепт рекламной кампании телесериала «Игра Престолов». Он же выиграл в номинации «Печатная реклама».